# جويس بايفن
جويس بايفن (بالإنجليزية: Joyce Piven)‏ (21 فبراير 1930 - 19 يناير 2025)، هي ممثلة أمريكية، ولدت في 21 فبراير 1930.

## وصلات خارجية
- جويس بايفن على موقع IMDb (الإنجليزية)
- جويس بايفن على موقع قاعدة بيانات الفيلم (الإنجليزية)